# Birni-Lafia
Birni-Lafia är ett arrondissement i kommunen Karimama i Benin. Den hade 9 946 invånare år 2002.